# کالودرا (برانه)
کالودرا (به لاتین: Kaludra) یک منطقهٔ مسکونی در مونته‌نگرو است که در شهرداری برانه واقع شده‌است. کالودرا ۱۷۸ نفر جمعیت دارد.